# Liu Zige
Liu Zige (chin.: 刘子歌, Liú Zǐgē; * 31. März 1989 in Shanghai) ist eine ehemalige chinesische Schwimmerin.

## Werdegang
Der nationale Durchbruch gelang ihr, als sie bei den chinesischen Meisterschaften 2007 in Chongqing über 200 m Schmetterling den ersten Platz erreichte. Ihr internationales Debüt feierte sie bei den Olympischen Sommerspielen 2008 in Peking, bei denen sie über 200 m Schmetterling überraschend in Weltrekordzeit die Goldmedaille gewann.
Bei den Weltmeisterschaften 2009 in Rom schwamm sie über 200 m Schmetterling unter ihrer Weltrekordzeit von Peking, wurde aber trotzdem nur zweite.

## Rekorde
| Weltrekorde (2)                | Weltrekorde (2) | Weltrekorde (2)   | Weltrekorde (2) |
| ------------------------------ | --------------- | ----------------- | --------------- |
| 200 m Schmetterling            | 02:01,81 min    | 21. Oktober 2009  | Jinan           |
| 200 m Schmetterling (Kurzbahn) | 02:00,78 min    | 15. November 2009 | Berlin          |
| (Stand: 7. August 2010)        |                 |                   |                 |